# Konservative Partei Japans
Die Konservative Partei Japans (kurz KPJ; japanisch 日本保守党 Nippon Hoshutō; eng. Conservative Party of Japan, kurz CPJ) ist eine politisch konservative politische Partei in Japan. Die Partei verfügt über (Stand Okt. 2024) etwa zehn Abgeordnete landesweit in Gemeindeparlamenten und hat bei der nationalen Unterhauswahl 2024 3 Sitze gewonnen. Die Partei hat mehr als 65.000 Mitglieder im Sep. 2024.

## Politik
Die Konservative Partei Japans wurde im Jahr 2023 von dem Romanautor Naoki Hyakuta und der Journalistin Kaori Arimoto nach der Verabschiedung des Gesetzes zur Förderung des Verständnisses von LGBT gegründet. Die Partei behauptet, „Japans nationales Gemeinwesen und traditionelle Kultur zu schützen“, und wird oft als einwanderungsfeindlich und fremdenfeindlich charakterisiert und verwendet eine historisch revisionistische Rhetorik. Parteiführer wie der stellvertretende Parteivorsitzende und ehemalige Bürgermeister von Nagoya Takashi Kawamura äußern sich oft diskriminierend gegenüber Ausländern und sexuellen Minderheiten und leugnen japanische Kriegsverbrechen, die vor und während des Zweiten Weltkriegs begangen wurden, wie etwa das Massaker von Nanking.

## Wahlergebnisse

### Nationalparlament
| Jahr         | Repräsentantenhauswahlergebnisse | Repräsentantenhauswahlergebnisse | Repräsentantenhauswahlergebnisse | Repräsentantenhauswahlergebnisse | Repräsentantenhauswahlergebnisse | Repräsentantenhauswahlergebnisse | Senatswahlergebnisse | Senatswahlergebnisse | Senatswahlergebnisse | Senatswahlergebnisse | Senatswahlergebnisse | Senatswahlergebnisse | Senatszusammensetzung |
| Jahr         | Kandidaten                       | Mehrheitswahl                    | Mehrheitswahl                    | Verhältniswahl                   | Verhältniswahl                   | Mandate gesamt                   | Kandidaten           | Mehrheitswahl        | Mehrheitswahl        | Verhältniswahl       | Verhältniswahl       | Mandate gesamt       | Senatszusammensetzung |
| Jahr         | Kandidaten                       | Stimmenanteil                    | Mandate                          | Stimmenanteil                    | Mandate                          | Mandate gesamt                   | Kandidaten           | Stimmenanteil        | Mandate              | Stimmenanteil        | Mandate              | Mandate gesamt       | Senatszusammensetzung |
| ------------ | -------------------------------- | -------------------------------- | -------------------------------- | -------------------------------- | -------------------------------- | -------------------------------- | -------------------- | -------------------- | -------------------- | -------------------- | -------------------- | -------------------- | --------------------- |
| Bei Gründung | Bei Gründung                     | Bei Gründung                     | Bei Gründung                     | Bei Gründung                     | Bei Gründung                     | 0/465                            |                      |                      |                      |                      |                      |                      | 0/248                 |
| 2024         | 30                               | 0,3 %                            | 1/289                            | 2,1 %                            | 2/176                            | 3/465                            |                      |                      |                      |                      |                      |                      |                       |
| 2025         |                                  |                                  |                                  |                                  |                                  |                                  |                      |                      |                      |                      |                      |                      |                       |

### Präfekturen
Viele Präfektur- oder Kommunalwahlen hat die Partei noch nicht bestritten, da sie nach den einheitlichen Regionalwahlen 2023 gegründet worden ist. Sie verfügt (Stand: Januar 2025) über keinen Präfekturparlamentsabgeordneten landesweit.

### Gemeinden

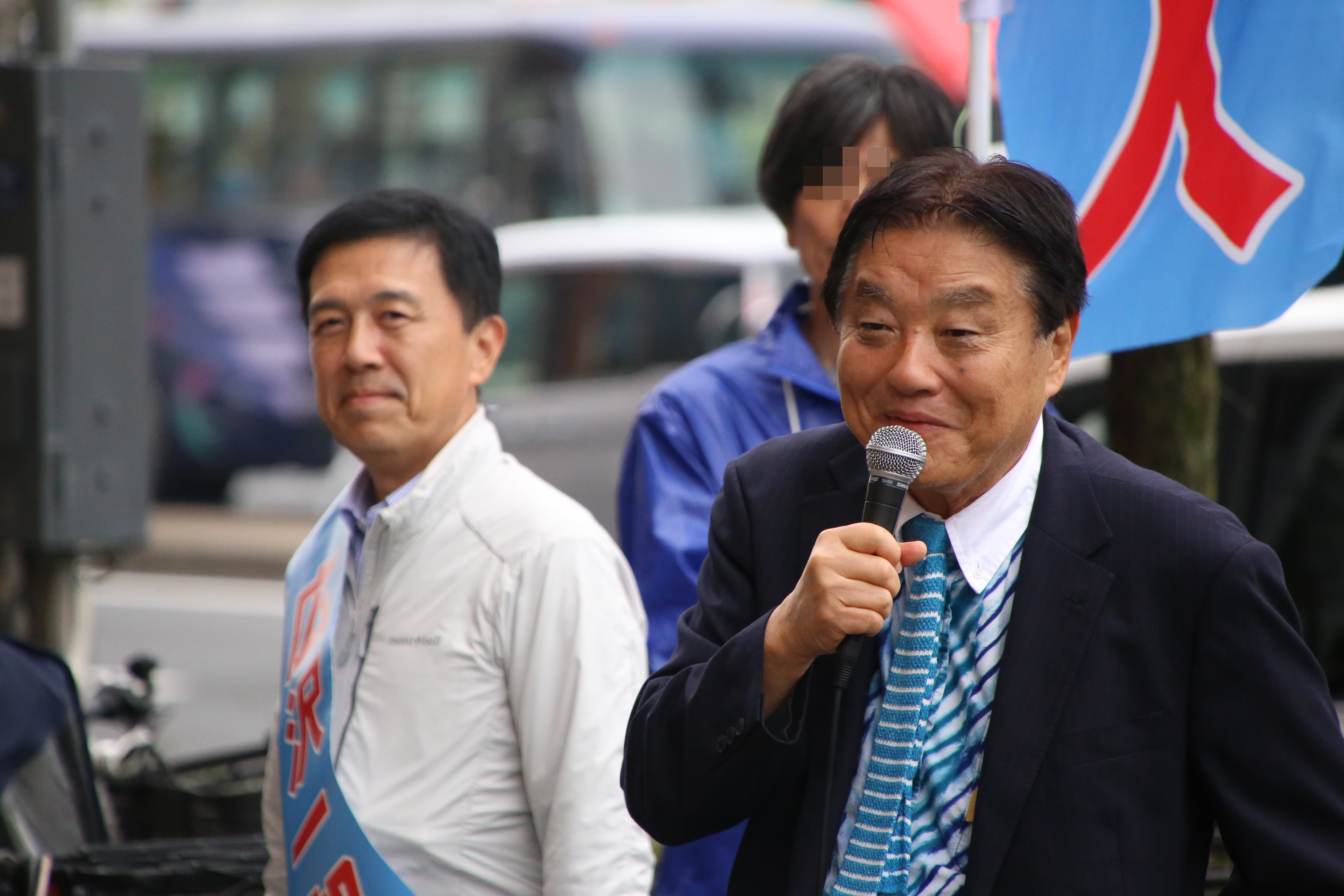
Hirosawa (links) und Kawamura im Bürgermeisterwahlkampf 2024

Zum Jahresbeginn 2025 verfügt die Konservative Partei landesweit über neun Abgeordnete in Gemeindeparlamenten.
Bei der Bürgermeisterwahl in der Stadt Nagoya für Takashi Kawamuras Nachfolge unterstützte sie zusammen mit Kawamuras Regionalpartei Genzei Nippon die erfolgreiche Kandidatur von Kawamuras ehemaligem Vizebürgermeister Ichirō Hirosawa.

## Derzeitige Abgeordnete im Nationalparlament
Stand: Januar 2025
- im Repräsentantenhaus als eigenständige gleichnamige Fraktion
  - Takashi Kawamura (Aichi 1, 6. Amtszeit; vorher DSP→LDP→NJP→NFP→LP→parteilos→DP→parteilos→Genzei Nippon)
  - Yūko Takegami (Verhältniswahl Tōkai, 1. Amtszeit; vorher Ishin & Genzei)
  - Yōichi Shimada (Verhältniswahl Kinki, 1. Amtszeit)
- im Senat nicht vertreten